# ニュージーランドの風力発電

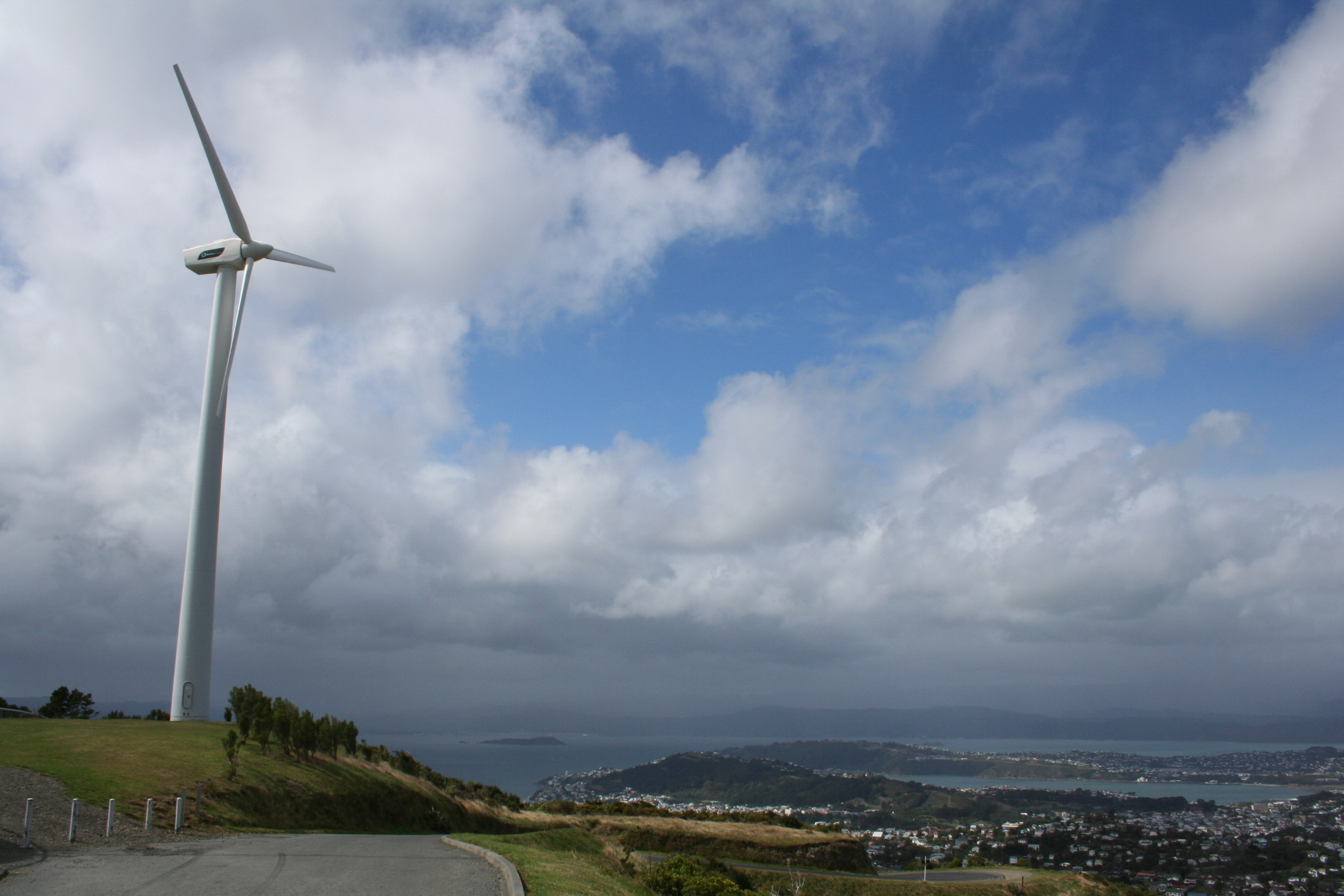
ウェリントン郊外にあるニュージーランド最初の風力タービン。1993年-2015年まで稼働していた（現在はデモ展示物）。

ニュージーランドの風力発電ではニュージーランドにおける風力発電について説明する。
ニュージーランドの風力発電は供給量が多いとは言えないながらも、徐々に割合を増やしている。2016年時点で、風力発電は690メガワット（MW）の設備容量で、国内で作られる電力の5％以上を占める。
ニュージーランドには豊富な風力資源がある。同国は、常に吹いている強い西風ロアリング・フォーティーズの道程にあり、クック海峡とマナワトゥ峡谷の収束効果により、資源の潜在力が増大する。 
これらの影響が、北島を風力発電の主要地域にしている。現在の国内設備容量の約70％がこの地域内にあり、一部のタービンはこの地域で50％以上の設備利用率となっている。

## 発電容量と拡充
2016年現在、ニュージーランドには690MWの風力発電設備が設置済である。同年の風力発電は2303 ギガワット時（GWh）の電力を生産し、国内発電量の5.4％を占めた 。
約3000MWの風力発電所とタービンが資源利用承認（resource consent）を得ているか、またはそれを求めている。
ニュージーランド風力エネルギー協会は、2030年までに風力がニュージーランドの年間発電量の20％に達すると予測している。

## 風力資源
ニュージーランドはロアリング・フォーティーズ（南緯40度近辺で常に吹いている強い西寄りの風）をまたぐ位置にあるため、世界でも屈指の風力資源を有している 。
ある研究は、風力発電所に利用できる全土地面積の1％を使用することで、年間約100,000GWhを電力生産するだろうとした 。これはニュージーランドの年間電力消費量の約2倍にあたる。しかしながら、吠えるような強い風は常に吹き続けるというわけではない。 例えば、時には高気圧の気象配置が国全体を覆って風がすっかり止んでしまうこともあり、HVDC Inter-Island(高圧直流電気を島間でやり取りするシステム）のような送電線を経由して、水力発電やガスといった制御可能な供給資源に引き継がなければならないこともある。
ニュージーランドの風の強さと一貫性は、全国の設備利用率が他の国に比べて平均30-35％高く、一部のタービンでは50％を超えていることでも示されている。

## 世論
風力発電所やタービンには、明白な反対から広範な了承までの様々な意見が出されている。反対は騒音、美観、生態系の要因によるものである。パーマストンノースの景色設計者は2008年に、住宅からの設置距離、最大稼働レベル、象徴的エリアの保護などでより厳しい国家政策が実施されるまで、風力発電開発の一時停止を求める申請を行った。 

## 間欠的電力への対応
発電所の組み合わせ制御を行ううえで風力発電所は水力発電所と同一グリッド（管理区画）にあるとうまく連携する、というのも水力発電所は余りのタービンユニットを使って水量を調整し、河川の平均流量を上回るピーク発電能力（しかも高度に制御可能）を提供することができ、他のピーク電力オプションよりも低コストだからである。風が強くて電力需要が少ない期間中、水力発電所は出力を減らして貯水池に水を蓄積することができ、片や風力発電はより高いグリッド負荷割合で発電を手掛ける。その後、風が弱い時期では、水力発電所が貯水池（の水）を引き戻して発電に使うことで、一時的にその出力を高めることができる。
ニュージーランドの水力発電容量の高比率を考えると、風力や太陽光といった間欠的な電力源に対応する発電所またはグリッドの調整は、他の大半の国よりも上手にやれる状況にある。水力発電所に代表される利用可能な仮想エネルギー貯蔵は、グリッドが収容できる風力と太陽光の最大量を限定する主要因の1つになり得る。間欠的な電力源開発のさらなる増加には、揚水発電所の建設とエネルギー需要管理の実施が必要になるかもしれない。  

## 稼働中の風力発電所のリスト

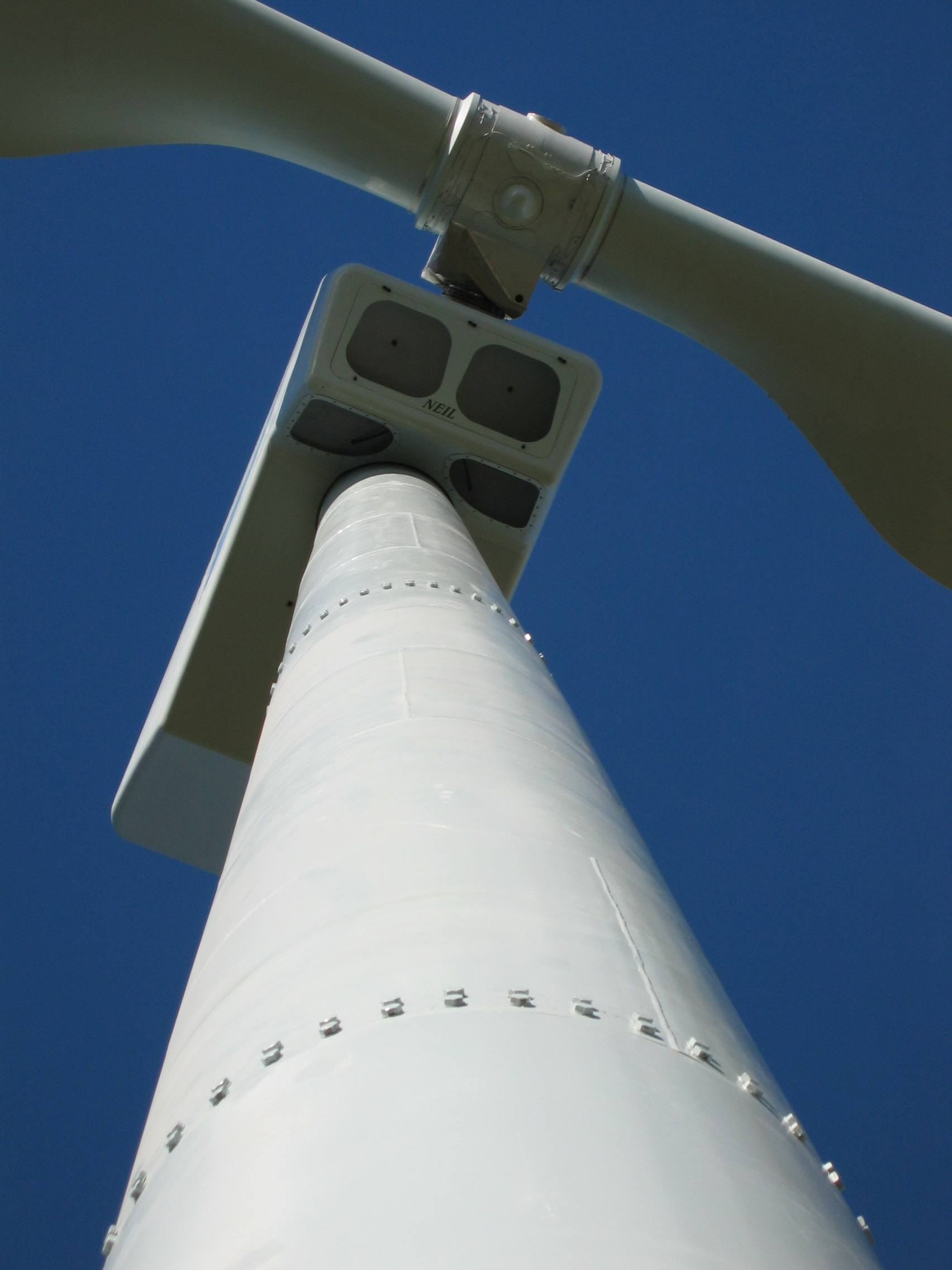
唯一、ニュージーランドで設計・製造された風力タービン「Windflow 500」。

風力タービンと5MW以上の発電能力がある発電所のみをリスト掲載。個々のデモ機や試験機のタービンは、カンタベリー地方のクライストチャーチ近郊やウェリントン郊外に設置されている。多くの小型風車は、ニュージーランドの農場で風力ポンプとして機能している。
| 名称              | 運用開始   | 運用者                         | タービン数 | 設備容量 (MW) | 年間平均 発電量 (GWh) | 位置                                                                         |
| ----------------- | ---------- | ------------------------------ | ---------- | ------------- | --------------------- | ---------------------------------------------------------------------------- |
| Hau Nui           | 1997       | Genesis Energy                 | 15         | 8.65          | 22                    | 南緯41度21分42秒 東経175度29分2秒 / 南緯41.36167度 東経175.48389度           |
| Mahinerangi       | 2011年3月  | Tilt Renewables                | 12         | 36            | 105                   | 南緯45度45分38秒 東経169度54分18秒 / 南緯45.76056度 東経169.90500度          |
| Mt Stuart         | 2011年12月 | Pioneer Generation             | 9          | 7.65          |                       | 南緯46度4分20秒 東経169度46分2秒 / 南緯46.07222度 東経169.76722度            |
| Tararua           | 1999-2007  | Tilt Renewables                | 134        | 161           | 650                   | 南緯40度20分46秒 東経175度46分48秒 / 南緯40.34611度 東経175.78000度          |
| Te Apiti          | 2004       | Meridian Energy                | 55         | 91            | 258                   | 南緯40度17分46秒 東経175度48分30秒 / 南緯40.29611度 東経175.80833度          |
| Te Rere Hau       | 2006-11    | NZ Windfarms                   | 97         | 48.5          |                       | 南緯40度23分18秒 東経175度43分27秒 / 南緯40.38833度 東経175.72417度          |
| Te Uku            | 2011       | WEL Networks / Meridian Energy | 28         | 64.4          |                       | 南緯37度52分42秒 東経174度57分47秒 / 南緯37.87833度 東経174.96306度          |
| Project West Wind | 2009       | Meridian Energy                | 62         | 142.6         | 550                   | 南緯41度16分35秒 東経174度39分37秒 / 南緯41.27639度 東経174.66028度          |
| White Hill        | 2007       | Meridian Energy                | 29         | 58            | 200                   | 南緯45度45分9秒 東経168度16分18秒 / 南緯45.75250度 東経168.27167度           |
| Mill Creek        | 2014年5月  | Meridian Energy                | 26         | 59.8          |                       | 南緯41度12分44秒 東経174度44分20秒 / 南緯41.21222度 東経174.73889度          |
| Flat Hill         | 2015年9月  | Pioneer Generation             | 8          | 6.8           |                       | 南緯46度34分49.71秒 東経168度17分9.73秒 / 南緯46.5804750度 東経168.2860361度 |

Meridian Energy社は、南極のロス島で1MWの風力発電所も運用している。ただし、ニュージーランド国内の電力網に電力を供給しないため、上記リストには含まれていない。